# Чемпионат Мату-Гросу по футболу
Чемпионат Мату-Гросу по футболу (порт. Campeonato Mato-Grossense de Futebol) — чемпионат бразильского штата Мату-Гросу по футболу. Лига Мату-Гросенсе проводится под эгидой Федерации футбола Мату-Гросу (порт.-браз. Federação Mato-Grossense de Futebol). Согласно рейтингу КБФ, на 2025 год чемпионат Мату-Гросу занимает 12-е место по силе в Бразилии.

## История и регламент
Первый футбольный чемпионат в штате Мату-Гросу прошёл в 1929 году, его победителем стал клуб «Корумбаэнсе» (Корумба). Однако на тот момент ещё не существовало федерации футбола штата, а после её основания в 1942 году эта организация не признала турнир 1929 года. В 1936—1938, а затем в 1941 и 1942 годах прошли ещё пять чемпионатов, и одни источники эти турниры признают (например, RSSSF), а по версии других отсчитывать надо с 1943 года, то есть уже с того момента, когда организацией чемпионата занималась Федерация футбола Мату-Гросу (основанная 26 мая 1942 года).
По поводу чемпионата 1943 года существуют разночтения — согласно версии RSSSF, чемпионом стал клуб «Паулистано», другие же источники называют чемпионом «Миксто». Далее будут приводиться сведения о чемпионатах согласно RSSSF. В 1974—1978 годах чемпионат Мату-Гросу пять раз подряд выиграли клубы из Кампу-Гранди — «Операрио» (четыре раза) и «Комерсиал». 1 января 1979 года из состава штата Мату-Гросу был выделен новый штат — Мату-Гросу-ду-Сул, и обе команды из Кампу-Гранди стали выступать в чемпионате штата Мату-Гросу-ду-Сул.
Наиболее титулованным клубом штата Мату-Гросу является 24-кратный чемпион «Миксто» (на своём сайте клуб указывает на один титул больше, учитывая титул 1943 года). Второе место занимает 14-кратный чемпион «Операрио» (Варзеа-Гранди).
В последние годы в чемпионате принимало участие 10 клубов. На первой групповой стадии все проводят друг с другом по одной игре (9 туров). Восьмёрка сильнейших выходит в четвертьфинал, и далее проводится плей-офф из двухматчевых противостояний.

## Чемпионы
Чемпионаты до организации Федерации футбола штата Мату-Гросу
- 1936 — Комерсио
- 1937 — Миксто
- 1938 — Американо
- 1939 — не проводился
- 1940 — не проводился
- 1941 — Американо
- 1942 — Американо

Чемпионаты после образования ФМФ
- 1943 — Паулистано
- 1944 — чемпион не выявлен
- 1945 — Миксто
- 1946 — не проводился
- 1947 — Миксто
- 1948 — Миксто
- 1949 — Миксто
- 1950 — Паулистано
- 1951 — Миксто
- 1952 — Миксто
- 1953 — Миксто
- 1954 — Миксто
- 1955 — Атлетико Матугросенсе
- 1956 — Атлетико Матугросенсе
- 1957 — Атлетико Матугросенсе
- 1958 — Дон Боско
- 1959 — Миксто
- 1960 — Атлетико Матугросенсе
- 1961 — Миксто
- 1962 — Миксто
- 1963 — Дон Боско
- 1964 — Операрио (Варзеа-Гранди)
- 1965 — Миксто
- 1966 — Дон Боско
- 1967 — Операрио (Варзеа-Гранди)
- 1968 — Операрио (Варзеа-Гранди)
- 1969 — Миксто
- 1970 — Миксто
- 1971 — Дон Боско
- 1972 — Операрио (Варзеа-Гранди)
- 1973 — Операрио (Варзеа-Гранди)
- 1974 — Операрио (Кампу-Гранди)
- 1975 — Комерсиал (Кампу-Гранди)
- 1976 — Операрио (Кампу-Гранди)
- 1977 — Операрио (Кампу-Гранди)
- 1978 — Операрио (Кампу-Гранди)

Чемпионаты после отделения штата Мату-Гросу-ду-Сул
- 1979 — Миксто
- 1980 — Миксто
- 1981 — Миксто
- 1982 — Миксто
- 1983 — Операрио (Варзеа-Гранди)
- 1984 — Миксто
- 1985 — Операрио (Варзеа-Гранди)
- 1986 — Операрио (Варзеа-Гранди)
- 1987 — Операрио (Варзеа-Гранди)
- 1988 — Миксто
- 1989 — Миксто
- 1990 — Синоп
- 1991 — Дон Боско
- 1992 — Сорризу
- 1993 — Сорризу
- 1994 — Операрио (Варзеа-Гранди)
- 1995 — Операрио (Варзеа-Гранди)
- 1996 — Миксто
- 1997 — Операрио (Варзеа-Гранди)
- 1998 — Синоп
- 1999 — Синоп
- 2000 — Жувентуде (Примавера-ду-Лести)
- 2001 — Жувентуде (Примавера-ду-Лести)
- 2002 — Операрио (Варзеа-Гранди)
- 2003 — Куяба
- 2004 — Куяба
- 2005 — Вила Аурора (Рондонополис)
- 2006 — Операрио (Варзеа-Гранди)
- 2007 — Касеренсе
- 2008 — Миксто
- 2009 — Луверденсе
- 2010 — Унион Рондонополис
- 2011 — Куяба
- 2012 — Луверденсе
- 2013 — Куяба
- 2014 — Куяба
- 2015 — Куяба
- 2016 — Луверденсе
- 2017 — Куяба
- 2018 — Куяба
- 2019 — Куяба
- 2020 — Нова-Мутун
- 2021 — Куяба
- 2022 — Куяба
- 2023 — Куяба
- 2024 — Куяба

## Достижения клубов
- Миксто (Куяба) — 24
- Операрио (Варзеа-Гранди) — 14
- Куяба — 13
- Дон Боско (Куяба) — 5
- Атлетико Матугросенсе (Куяба) — 4
- Операрио (Кампу-Гранди) — 4 (ныне играет в Лиге Сул-Мату-Гросенсе)
- Американо (Куяба) — 3
- Луверденсе (Лукас-ду-Риу-Верди) — 3
- Синоп (Синоп) — 3
- Жувентуде (Примавера-ду-Лести) — 2
- Паулистано (Куяба) — 2
- Сорризу (Сорризу) — 2
- Касеренсе (Касерис) — 1
- Нова-Мутун (Нова-Мутун) — 1
- Комерсиал (Кампу-Гранди) — 1 (ныне играет в Лиге Сул-Мату-Гросенсе)
- Унион Рондонополис (Рондонополис) — 1
- Вила Аурора (Рондонополис) — 1

Курсивом выделены ныне не существующие клубы, а также два клуба, играющих в чемпионате другого штата.